# Nemcovce (Prešov)
Nemcovce es un municipio del distrito de Prešov en la región de Prešov, Eslovaquia, con una población estimada a final del año 2024 de 478 habitantes.
Se encuentra ubicado en el centro-sur de la región, en el valle del río Torysa (cuenca hidrográfica del río Tisza) y cerca de la frontera con la región de Košice.

## Demografía
| Año        | 1994 | 2004     | 2014    | 2024    |
| ---------- | ---- | -------- | ------- | ------- |
| Población  | 408  | 451      | 479     | 478     |
| Diferencia |      | +10,53 % | +6,20 % | −0,20 % |

| Año        | 2023 | 2024    |
| ---------- | ---- | ------- |
| Población  | 481  | 478     |
| Diferencia |      | −0,62 % |